# 田口息継
田口 息継（たぐち の おきつぐ）は、平安時代初期の貴族。官位は正五位下・右中弁。

## 経歴
延暦16年（797年）従五位下に叙爵し、雅楽助次いで鋳銭次官に任ぜられる。延暦25年（806年）桓武天皇の葬儀に際して、養役夫司を務める。
大同3年（808年）右少弁次いで左少弁に任官する。嵯峨朝に入り大同4年（809年）10月に従五位上に叙せられる。また、翌11月には右近衛中将・藤原真夏、左馬頭・藤原真雄らと共に平城京に建設する宮殿の敷地占定を行い、さらに右兵衛督・藤原仲成と共に平城宮に派遣されて宮殿を造営を行うなど、平城上皇の腹心と共に上皇が平城京に移るための準備業務を担当している。
大同5年（810年）9月に薬子の変が発生した際には、正五位下・権右中弁の官職にあったが、嵯峨天皇側に付いて正官の右中弁に昇格している。弘仁3年（812年）2月に民部大輔に転じるが、8月には右中弁に復した。

## 官歴
『六国史』による。
- 時期不詳：正六位上
- 延暦16年（797年） 正月7日：従五位下。2月15日：雅楽助。2月24日：鋳銭次官
- 延暦25年（806年） 3月18日：養役夫司（桓武天皇の葬儀）
- 時期不詳：阿波守
- 大同3年（808年） 5月9日：右少弁。6月28日：左少弁、阿波守如元
- 大同4年（809年） 10月10日：従五位上
- 時期不詳：権右中弁
- 大同5年（810年） 8月29日：正五位下。9月10日：右中弁、阿波守如故
- 弘仁3年（812年） 2月10日：民部大輔。8月1日：右中弁、阿波守如故